# Jan Hińcza z Rogowa
Jan Hińcza z Rogowa herbu Działosza (ur. 1405–1410, zm. 29 września 1473) – polski rycerz, podskarbi koronny (1447–1460), kasztelan rozprzański (1443–1452), starosta nieszawski (1452), kasztelan sieradzki (1453), kasztelan sandomierski (1460), starosta krzepicki (1466), starosta golubski (1472).

## Życiorys
Był drugim synem Hinczki z Rogowa. W 1427 przebywał na dworze króla Władysława Jagiełły, gdzie został oskarżony o romans z królową Sonką Holszańską. Następnie związał się z ruchem husyckim kierowanym przez Spytka z Melsztyna. Opuścił go jednak przed decydująca walką i przeszedł na stronę przeciwną. W 1439 w czasie bitwy pod Grotnikami dowodził wojskami atakującymi obóz husytów w zakolu rzeki Nidy.
W 1440 towarzyszył Władysławowi Warneńczykowi w podróży na Węgry. W latach 1443–1452 pełnił urząd kasztelana rozprzańskiego, natomiast w latach 1447–1460 był podskarbim koronnym.
W latach 1445–1473, w imieniu swojej żony, zarządzał zamkiem w Mirowie, mianując przy tym burgrabiów.
W 1452 piastował urząd starosty nieszawskiego, jako rycerz i dyplomata brał udział w wojnie trzynastoletniej, wraz z Mikołajem Szarlejskim, włączył się czynnie o przyłączenie Prus do Polski. Według historyka, Jana Długosza, brał udział w rokowaniach pokojowych z Krzyżakami w 1455 i 1464 roku. W 1457 towarzyszył w orszaku królowi Kazimierzowi w czasie wizyty w Gdańsku. Od 1453 był kasztelanem sieradzkim. W 1460 został mianowany kasztelanem sandomierskim, w 1466 został starostą krzepickim, a w 1472 starostą golubskim. Był gwarantem pokoju toruńskiego z 1466 roku.
Dysponując ogromnym majątkiem dokonał wielu fundacji głównie na rzecz kościoła katolickiego. W 1459 rozpoczął budowę rodzinnego mauzoleum kaplicy na Wawelu. W rodzinnym Rogowie ufundował drewniany kościół, po śmierci kardynała Zbigniewa Oleśnickiego wspierał finansowo budowę kościoła Bernardynów na Stradomiu. Dla bernardynek ufundował drewniany kościół św. Agnieszki.
W 1466 jako starosta krzepicki za zgodą króla wyraził zgodę na utworzenie w Krzepicach klasztoru kanoników laterańskich. W Kole, przy Kościele Podwyższenia Krzyża Świętego, ufundował i uposażył kolegium mansjonarzy.
Wspierał szpitale; św. Ducha w Krakowie (nie istnieje), św. Jadwigi na Stradomiu (przebudowany), w testamencie zapisał srebrne naczynia katedrze wawelskiej.

## Życie prywatne
Był drugim synem Hinczki z Rogowa oraz Ofki nieznanego pochodzenia. Miał czwórkę rodzeństwa, w tym Henryka, Małgorzatę, Jakuba Nadobnego i Jadwigę.
Ożenił się z Dorotą Koziegłowską herbu Lis. Zmarł bezpotomnie , pozostawiony przez niego majątek odziedziczyły wnuki jego siostry, Małgorzaty, a synowie Jana Kobylańskiego; Jan i Jakub Kobylański (zm. 1528) .